# Hymedesmia planca
Hymedesmia planca är en svampdjursart som beskrevs av William Lundbeck 1910. Hymedesmia planca ingår i släktet Hymedesmia och familjen Hymedesmiidae. Inga underarter finns listade i Catalogue of Life.